# Yeniakçapınar, Gönen
Yeniakçapınar là một xã thuộc huyện Gönen, tỉnh Balıkesir, Thổ Nhĩ Kỳ. Dân số thời điểm năm 2010 là 168 người.